# Български указ
Изразът „Български указ“ (на италиански: editto bulgaro), наричан още „Софийски указ“, „български диктат“ или „български указе“ (editto di Sofia, diktat bulgaro, ukase bulgaro), се използва в италианския политически дебат, за да обозначи изявление от 18 април 2002 г. на тогавашния министър-председател на Италия Силвио Берлускони по време на пресконференция по повод посещението на официалния представител на Италия в София – декларация, впоследствие преименувана от журналиста Симоне Колини от в. „Унитà“ на „български диктат“.
В изявлението си Берлускони осъжда онова, което според него е било „престъпно използване“ на държавната телевизия от журналистите Енцо Биаджи и Микеле Санторо и комика Даниеле Лутаци, като по-късно заявява, че задължение на новото ръководство на Rai ще бъде повече да не допусне подобни събития да се случват отново. Изявлението му е изтълкувано от Италианската опозицията и част от италианското обществено мнение като признак за бъдещето им отстраняване от Rai. Малко след това те са свалени от програмите на RAI, в която се връщат само Санторо и Биаджи няколко години по-късно и след съдебни присъди в тяхна полза. 

## Израз
Късметът на тази експресивна формула („указ“ или „български диктат“), който я прави така подходяща за политическата журналистическа комуникация, до степен да я консолидира като идиом, широко използван в политическите дискусии, със сигурност е свързан с нейната безспорна изразна сила: съществителните „указ“ и „диктат“ се използват с намерението да събудят идеята за налагането отгоре или като препратка към диктатурата, за да установят паралела между случилото се и действията на контрол и цензура на пресата, извършвана от българската диктатура по време на развития социализъм, с цел да се засили критиката към правителството на Берлускони за прилагане на политиката на  авторитаризъм. Това е така, защото, наред с други неща, Силвио Берлускони вече притежава единствената значима частна телевизия в Италия.
Според Енциклопедия „Трекани“ успехът на израза се дължи и на факта, че в публицистичния език прилагателното „български“, освен че се отнася за мястото на изнасяне на речта, има и семантична стойност, напомняща за по-мрачните времена на липса на демокрация в България от времето на Желязната завеса.

## История
Декларацията на Берлускони веднага е насочена от опозицията като намеса на изпълнителната власт в решенията на новоизбрания Борд на директорите на Rai, с цел отстраняване на журналистите Енцо Биаджи и Микеле Санторо и комика Даниеле Лутаци от държавната телевизия. Всъщност тримата вече са били обвинявани няколко пъти преди това от самия Берлускони в „явна пристрастност“ и в провеждането на кампания от лични атаки срещу него чрез неправомерно използване на държавния канал, дори по време на предизборната кампания близо до изборите от 2001 г. Според тази мисловна школа е трудно да не се четат декларациите на Берлускони и произтичащите от тях събития като атака срещу свободата на печата и подчинение на Rai на правителството, което компрометира функцията му на държавна телевизия.
Това тълкуване на изявлението като намеса впоследствие е засилено в общественото мнение след ефективното спиране на програмите Sciuscià на Санторо, Il Fatto на Биаджи и Satyricon на Лутаци, което ефективно води до премахването на трите лица от Rai в рамките на няколко месеца след обидното изявление. Отстраняването им веднага предизвиква бурни критики, тъй като тримата, въпреки че никога не са крили критичната си позиция към управлението на Берлускони, все пак се радват на значителна популярност в Италия и техните програми постигат отлични резултати по отношение на дяла на аудиторията . Освен това казаното от тях по време на предаванията им никога не е по същество оспорвано: във всички дела, заведени срещу тях, различните съдии признават, че изявленията им са уместни и всички се основават на истински факти.
В действителност, въпреки че това е първият път, когато политическата намеса е толкова открито осъдена в Италия, уволнения и прекъсвания на предавания по политически причини сa се случвали на няколко пъти в RAI, като се започне с уволнението на Уго Тоняци и Раймондо Вианело през 1959 г. след известния скеч, който пародира падането на тогавашния президент на републиката Джовани Гронки.
Години по-късно, по време на предаването Porta a Porta с водещ Бруно Веспа, Берлускони заявява, че „Когато в София говорих за Биаджи, Санторо и Лутаци, не мислех, че присъстват журналисти. Иначе щях да се придържам към официалния език." В действителност фразата е произнесена на пресконференция пред двеста международни журналисти в края на официално посещение при българските власти, но нито водещият Веспа, нито присъстващите трима редактори на вестника се намесват, за да напомнят за това.